# Estadio 9 de Julio (Río Cuarto)
El estadio 9 de Julio, es un recinto de fútbol perteneciente al Club Sportivo y Biblioteca Atenas, ubicado en la localidad de Río Cuarto de la provincia de Córdoba, Argentina.

## Historia
El lunes 12 de octubre de 1964 se inauguran las tribunas oficial y popular norte en un partido ante Boca Juniors en el cual empatarían por 1 a 1. El partido fue presenciado por 6000 espectadores.
El sábado 20 de febrero de 1965 se inauguran el total de las tribunas en un partido ante River Plate donde vencería el conjunto de Núñez por 2 a 0.
En el año 1968 se inaugura el sistema de iluminación en un partido ante San Lorenzo.
El 20 de octubre de 1979, la cantante Raffaella Carrà tuvo un concierto en el estadio.

## Datos
Inauguración: 1923.

Ubicación: Avenida Cabrera y Guillermo Marconi.

Capacidad: 7000 espectadores. 

Dimensiones: 102 m x 69 m.